# Mol·lisol

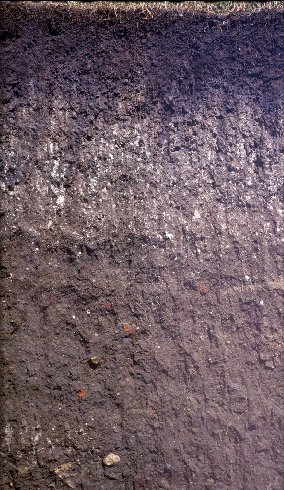
Mol·lisol. Imatge: USDA

En pedologia (estudi de sòls), mol·lisol, segons la classificació de sòls de la Soil Taxonomy de la USDA, l'ordre de sòls caracteritzats per ser de zones de prada en climes temperats, amb un horitzó superficial tou, ric en matèria orgànica, espès i fosc.
Per definició  és un tipus de sòl superficial força ric en nutrients ( horitzó A ), profund i que conté molta matèria orgànica. Sovint s'observa en gruixos que van entre 60 i 80 cm. És un horitzó de sòl fèrtil, anomenat epipedió mòlic., Els epipedions mol·lics es creen mitjançant l'addició, a llarg termini, de materials orgànics derivats de les arrels dels arbres i plantes i tenen una estructura granular i suau.
El nom adoptat a la taxonomia dels sòls prové del llatí: mollis, "tou". L'ordre dels mol·lisols es divideix en vuit subordres: Albolls, Aquolls, Rendolls, Gelolls, Criolls, Xerolls, Ustolls i Udolls.
El concepte general dels mol·lisols és l'horitzó superficial de color fosc i la seva riquesa en bases. Gairebé tots tenen un epipedó mòlic. Molts mol·lissòls tenen un horitzó argil·lic, nàtric,o un horitzó càlcic. Alguns tenen un horitzó àlbic. També poden tenir un horitzó duripan o petrocàlic.
Els mol·lisols es troben principalment a les latituds mitjanes i són extensos a les regions temperades, a les àrees de grans praderies. Els mol·lisols apareixen a les sabanes i les valls muntanyoses (Àsia Central i grans planes d'Amèrica del Nord ). Sovint ocupen àrees castigades pels incèndis i per la bioturbació d'organismes com les formigues i els cucs de terra.
A nivell mundial, representen el 7% de la superfície terrestre lliure de gel. Els mol·lisols tenen una gran importància econòmica per ser els més adients per a producció agrària cerealista i ramadera.
Encara que la majoria d'ordres de sòls coneguts es van formar a l'inici de l'edat de gel del Carbonífer, ara fa 280 milions d'anys, els mol·lisols són més estesos al registre paleopedològic de l'Eocè . El seu desenvolupament està molt relacionat amb el refredament i l'assecament del clima global que es va produir durant l'Oligocè, el Miocè i el Pliocè.
L'horitzó mòlic és identificable pel color bru, atesa l'acumulació de material orgánic. S'hi observa una estructura refeta de tipus granular composta de petits blocs/prismes fins, indicant que existeix la saturació amb bases (e.g. pHwater >6).